# 도미구스쿠시

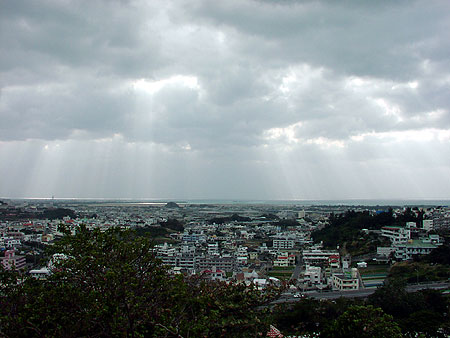
도미구스쿠시 전경

도미구스쿠시(일본어: 豊見城市, 오키나와어: Timigushiku)는 일본 오키나와현의 시이다. 2002년에 촌에서 바로 시로 승격되었다.

## 개요
오키나와현의 현청 소재지인 나하시 남부와 인접하기 때문에 베드타운으로 인구가 증가하고 있다. 동양경제신보사가 조사한 "성장력 랭킹"에서 2006년에 일본 1위를 차지하였다. 2008년의 순위는 3위로 내려갔지만 2002년에 시가 된 이후 7년 연속 상위 10위 이내를 유지했다.

## 지리
오키나와섬 남부 서해안에 위치하고 동중국해와 접한다. 동서로 긴 장방형을 이루며 북쪽은 나하시와 접한다. 중부에서는 노하가강이 서쪽으로 흐르다가 이후 북쪽으로 흘러 만호로 흘러 들어간다.
세나가 취락에서 600m 앞바다에 둘레 1.8km의 세나가섬이 있다. 태평양 전쟁 전까지 섬 안에 작은 취락이 형성되어 있었지만 전후에는 무인도가 되었다. 1946년에 미군에 접수되었다가 1977년에 반환되었다. 현재는 다리가 놓여 있어 차로 왕래가 가능하다.

### 기후
| 도미구스쿠시의 기후                                          | 도미구스쿠시의 기후 | 도미구스쿠시의 기후 | 도미구스쿠시의 기후 | 도미구스쿠시의 기후 | 도미구스쿠시의 기후 | 도미구스쿠시의 기후 | 도미구스쿠시의 기후 | 도미구스쿠시의 기후 | 도미구스쿠시의 기후 | 도미구스쿠시의 기후 | 도미구스쿠시의 기후 | 도미구스쿠시의 기후 | 도미구스쿠시의 기후 |
| 월                                                           | 1월                 | 2월                 | 3월                 | 4월                 | 5월                 | 6월                 | 7월                 | 8월                 | 9월                 | 10월                | 11월                | 12월                | 연간                |
| ------------------------------------------------------------ | ------------------- | ------------------- | ------------------- | ------------------- | ------------------- | ------------------- | ------------------- | ------------------- | ------------------- | ------------------- | ------------------- | ------------------- | ------------------- |
| 역대 최고 기온 °C (°F)                                       | 27.6 (81.7)         | 26.7 (80.1)         | 27.8 (82.0)         | 29.0 (84.2)         | 31.0 (87.8)         | 32.6 (90.7)         | 34.6 (94.3)         | 35.0 (95.0)         | 33.9 (93.0)         | 32.8 (91.0)         | 30.7 (87.3)         | 29.0 (84.2)         | 35.0 (95.0)         |
| 일평균 최고 기온 °C (°F)                                     | 20.1 (68.2)         | 20.9 (69.6)         | 22.1 (71.8)         | 24.4 (75.9)         | 27.1 (80.8)         | 29.7 (85.5)         | 31.9 (89.4)         | 32.0 (89.6)         | 31.1 (88.0)         | 28.7 (83.7)         | 25.6 (78.1)         | 21.9 (71.4)         | 26.3 (79.3)         |
| 일일 평균 기온 °C (°F)                                       | 17.5 (63.5)         | 18.2 (64.8)         | 19.3 (66.7)         | 21.6 (70.9)         | 24.5 (76.1)         | 27.3 (81.1)         | 29.3 (84.7)         | 29.3 (84.7)         | 28.4 (83.1)         | 25.9 (78.6)         | 23.0 (73.4)         | 19.3 (66.7)         | 23.6 (74.5)         |
| 일평균 최저 기온 °C (°F)                                     | 15.2 (59.4)         | 15.8 (60.4)         | 16.9 (62.4)         | 19.3 (66.7)         | 22.4 (72.3)         | 25.3 (77.5)         | 27.3 (81.1)         | 27.2 (81.0)         | 26.2 (79.2)         | 23.8 (74.8)         | 20.9 (69.6)         | 17.0 (62.6)         | 21.4 (70.6)         |
| 역대 최저 기온 °C (°F)                                       | 5.8 (42.4)          | 10.0 (50.0)         | 9.0 (48.2)          | 14.0 (57.2)         | 16.2 (61.2)         | 19.9 (67.8)         | 21.4 (70.5)         | 23.4 (74.1)         | 21.9 (71.4)         | 18.9 (66.0)         | 14.4 (57.9)         | 10.0 (50.0)         | 5.8 (42.4)          |
| 평균 강수량 mm (인치)                                        | 79.7 (3.14)         | 92.9 (3.66)         | 107.2 (4.22)        | 134.5 (5.30)        | 222.0 (8.74)        | 292.3 (11.51)       | 150.6 (5.93)        | 227.5 (8.96)        | 177.7 (7.00)        | 162.3 (6.39)        | 110.4 (4.35)        | 98.1 (3.86)         | 1,855.1 (73.04)     |
| 평균 강수일수 (≥ 1.0 mm)                                     | 10.2                | 9.5                 | 10.2                | 9.3                 | 11.3                | 11.8                | 8.8                 | 12.4                | 11.3                | 8.1                 | 8.3                 | 9.1                 | 120.3               |
| 출처: 일본 기상청 (평년값: 2003년~2020년, 극값: 2003년~현재) |                     |                     |                     |                     |                     |                     |                     |                     |                     |                     |                     |                     |                     |

### 인접한 자치체
- 나하시
- 이토만시
- 시마지리군 하에바루정, 야에세정

## 역사
- 1908년 4월 1일 - 도서정촌제 시행으로 도미구스쿠촌이 성립하였다.
- 1976년 - 일본에서 제일 인구가 많은 촌이 되었다.
- 2002년 4월 1일 - 촌에서 바로 시로 승격하였다.

## 교통

### 도로
- 국도 329호선
- 국도 331호선
- 국도 506호선

## 자매 도시
- 일본 미야자키현 히가시우스키군 미사토정(1988년 7월 29일)
- 일본 고치현 도사시미즈시(1993년 2월 3일)
- 일본 미야자키현 니시우스키군 다카치호정(1995년 8월 1일)